# Ріаз Агмед
Ріаз Агмед (11 вересня 1941) — пакистанський хокеїст на траві.
Олімпійський чемпіон 1968 року, срібний призер 1972 року.